# Bilel Afer
Bilel Afer, né le 11 février 2001, est un athlète algérien, spécialiste du saut en hauteur.

## Biographie
Il remporte la médaille d'or des Jeux méditerranéens 2022, à Oran, en franchissant une barre à 2,24 m, améliorant de 6 centimètres sa meilleure marque personnelle. Il devance le Syrien Majd Eddine Ghazal et l'autre Algérien Hichem Bouhanoun.

## Palmarès
| Date | Compétition                    | Lieu    | Résultat | Marque |
| ---- | ------------------------------ | ------- | -------- | ------ |
| 2019 | Championnats d'Afrique juniors | Abidjan | 2e       | 2,06 m |
| 2022 | Jeux méditerranéens            | Oran    | 1er      | 2,24 m |

## Records
| Épreuve         | Marque | Lieu | Date             |
| --------------- | ------ | ---- | ---------------- |
| Saut en hauteur | 2,24 m | Oran | 1er juillet 2022 |